# Amplinus niteus
Amplinus niteus är en mångfotingart som beskrevs av Chamberlin 1922. Amplinus niteus ingår i släktet Amplinus och familjen Aphelidesmidae. Inga underarter finns listade i Catalogue of Life.